# Claqueur

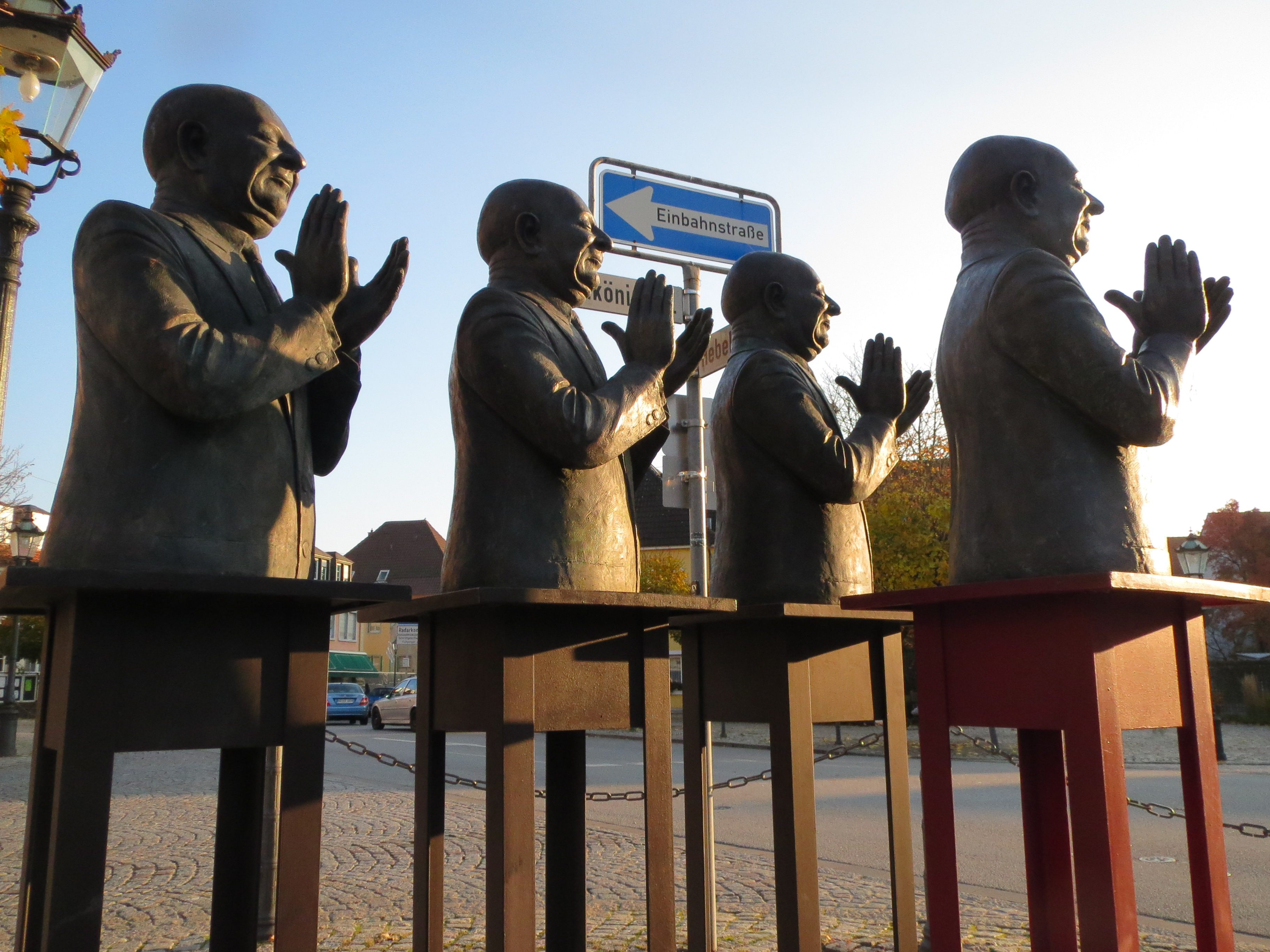
Die Claque von Guido Messer in Schwetzingen mit Blickrichtung zum Rathaus.

Ein Claqueur (frz. claquer ‚klatschen‘) bezeichnet eine Person, die bei einem Theaterstück oder einer anderen öffentlichen Aufführung bezahlten Applaus liefert. Zweck des Claqueurs ist es, das Publikum zum Applaudieren zu bewegen. Die Gesamtheit der Claqueure in einem Theater wird „die Claque“ genannt.

## Geschichte

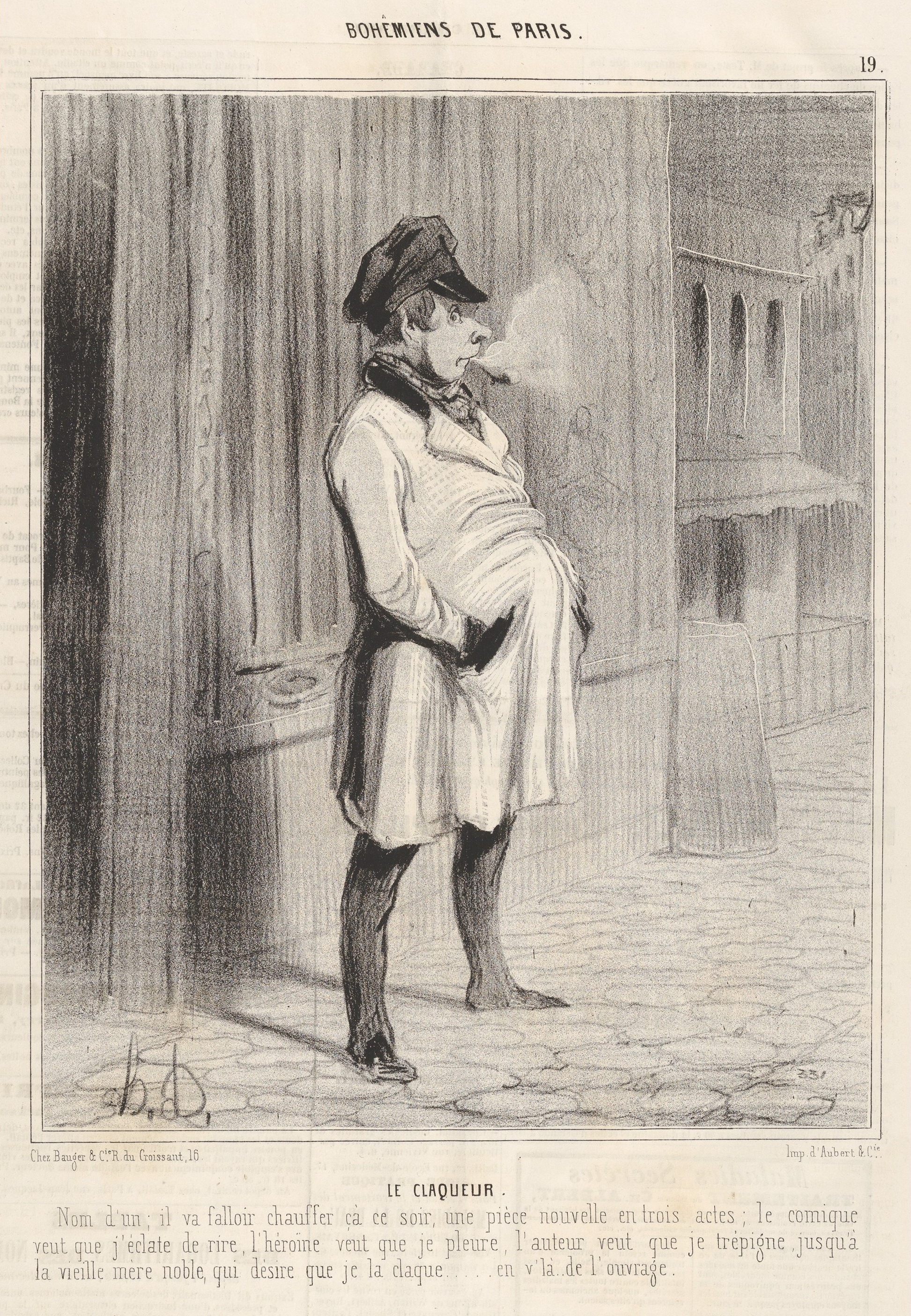
Le claqueur von Honoré Daumier, 1842.

Bereits der römische Kaiser Nero bezahlte eine große Anzahl an Claqueuren, unter anderem 5000 normale Bürger bzw. Plebejer, die ihn bei seinen Auftritten begleiteten. Diese haben unter anderem stark applaudiert oder Lobeshymnen angestimmt. Gleichzeitig schufen sie die Anlässe für Auftritte des Kaisers, beispielsweise indem sie kurz vor geplanten Auftritten durch Rom zogen und darum baten, die „göttliche Stimme“ des Kaisers hören zu dürfen.
Um 1820 wurde in Paris von Monsieur Sauton eine „Assurance de succès dramatique“ gegen Entgelt angeboten, eine „Sicherstellung des dramaturgischen Erfolges“. Im Jargon der Pariser hießen die Ausübenden der Tätigkeit „Chevaliers de lustre“, Ritter des Kronleuchters. Die Angebote der Claque fanden vor allem in Frankreich Abnehmer. Sie kamen jedoch bereits im ersten Viertel des 20. Jahrhunderts außer Mode. Heinrich Heine berichtete 1844 von den Ovationskosten für die Mietenthusiasten neben den Kosten für Lorbeerkränze, Blumenbuketts mit kostbarsten Kamelias und Lobgedichte, die Franz Liszt und dem ihn auf seiner Konzerttour begleitenden Sänger Giovanni Battista Rubini von ihrem Manager Gaetano Belloni in Rechnung gestellt wurden.
Auch an der Wiener Oper der 1930er sowie der Metropolitan Opera in New York der 1940er Jahre gab es bestellten Applaus.

## System
Die Aufgaben der Claque wurden auf spezialisierte Personen verteilt. Im Einzelnen gab es:
- Chauffeurs (Heizer): Sie standen tagsüber vor den Ankündigungen und hatten das Stück vor den Umstehenden zu loben.
- Chatouilleurs (Kitzler): Sie äußerten sich vor Anfang der Vorstellung und in den Pausen positiv über die Darbietungen.
- Connaisseurs (Kenner): Sie hatten die Aufgabe, während der Vorstellung positive Bemerkungen fallen zu lassen.
- Rieurs (Lacher): Sie hatten die Umsitzenden mit ihrem „spontanen“ Gelächter anzustecken.
- Pleureurs (Heuler): Ihre Aufgabe war es, während rührender Szenen zu schluchzen.
- Tapageurs (Aufsehenmacher): Sie hatten heftig zu applaudieren.
- Bisseurs („Nochmaler“, „Zugabe“-Rufer): Sie riefen nach der Vorstellung „Da capo“ (italienisch „von Beginn“) und „Zugabe“.

## Übertragene Bedeutung
Im übertragenen Sinn kann als Claqueur auch jemand bezeichnet werden, der eine übertrieben enthusiastische Zustimmung liefert – beispielsweise als Zuhörer einer politischen Rede auf einem Parteitag.
Als Jubelperser wurde eine Gruppe von rund 150 iranischen Staatsbürgern bezeichnet, die den Schah-Besuch 1967 von Mohammad Reza Pahlavi und seiner Frau Farah Pahlavi am 2. Juni 1967 in West-Berlin begleiteten und gewalttätig gegen Demonstranten vorgingen.